# Podkarzeł
Podkarły – gwiazdy należące do VI klasy jasności. Zwykle są to gwiazdy II populacji ciągu głównego. Na diagramie Hertzsprunga-Russella leżą pomiędzy karłami dysku galaktycznego a białymi karłami. Ich jasność jest o 1,5 – 2 magnitudo mniejsza niż gwiazd ciągu głównego o identycznym typie widmowym. Charakteryzują się niską metalicznością.
Termin „podkarzeł” został wprowadzony przez Gerarda Petera Kuipera w 1939 na określenie gwiazd z niezwykłymi widmami, które wcześniej określano jako „przejściowe” (lub „niedojrzałe”) białe karły.

## Charakterystyka fizyczna
Niska metaliczność, czyli mała zawartość pierwiastków cięższych od helu sprawia, że zewnętrzne warstwy podkarłów są bardziej przepuszczalne i gwiazdy te emitują więcej światła o małych długościach fali (w przypadku jasnych podkarłów w nadfiolecie) niż gwiazdy I populacji tego samego typu widmowego. Podkarły należące do późniejszych typów widmowych (zwłaszcza M) są czerwieńsze niż karły należące do dysku galaktycznego; to również jest spowodowane większą przejrzystością atmosfery gwiazdy i silniejszą emisją w zakresie widzialnym.
Podkarły typu widmowego B są nazywane gorącymi podkarłami.

## Przykłady podkarłów
- Gwiazda Kapteyna
- Groombridge 1830